# Eugene Jarvis

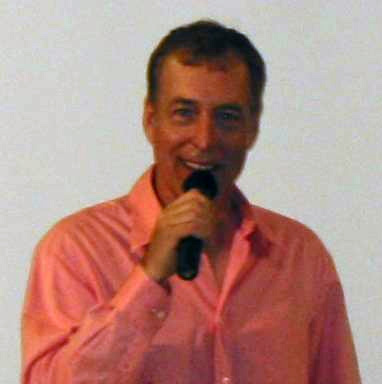
Eugene Jarvis auf der California Extreme 2006

Eugene Jarvis (* 1955 in Palo Alto, Kalifornien) ist ein US-amerikanischer Spiele-Designer und Programmierer.
Er produzierte Flipperautomaten für Atari und Videospiele für Williams Electronics. Besonders erwähnenswert an seiner Arbeit sind die Videospiel-Automaten Defender und Robotron: 2084 in den frühen 1980er Jahren, und die „Cruis’n-USA“-Rennspielserie für die Firma Midway Games in den 1990er Jahren. Er ist Mitbegründer der Firma Vid Kidz in den frühen Achtzigern und leitet seit 2001 sein eigenes Entwicklungsstudio, Raw Thrills Inc.